# همخوان برگشته

انسدادی زیرین برگشته

یک همخوان برگشته یک همخوان تیغه‌ای است که در ایجاد آن، زبان حالت صاف، پهن، مقعر یا حتی حلقوی‌شده به خود می‌گیرد، و به‌صورت چیزی میان لبهٔ لثه و سخت‌کام تفسیر می‌شود. برخی اوقات، به‌خصوص در هندشناسی، این همخوان‌ها به‌صورت همخوان دماغی معرفی می‌شوند. گاهی هم از اصطلاح نوکی‌داخلی برای اشاره به این همخوان‌ها استفاده می‌کنند.
برخی از همخوان‌های برگشته با حالت زبانی کاملاً حلقوی‌شده به سمت عقب تلفظ می‌شوند به‌طوری که تلفظ شامل زیر نوک زبان می‌شود (زیرین). این اصوات اغلب به‌صورت همخوان‌های برگشته‌ی «درست» تشریح می‌شوند. با این حال، بیشترین کاربرد همخوان‌های برگشته برای این است که شامل دیگر همخوان‌هایی بشوند که یک جایگاه تولید یکسان بدون حلقوی‌شدن کامل زبان داشته‌باشند؛ این‌ها امکان دارند که با نوک زبان (نوکی) یا تیغهٔ زبان (ورقه‌ای) تفسیر بشوند.

## آوانویسی
در الفبای آوانگاری بین‌المللی، نمادهایی که برای همخوان‌های برگشته به کار می‌روند، به‌صورت نوشتاری شبیه به نمادهای همخوان‌های لثوی است، اما با این تفاوت که یک قلاب روبه‌جلو را به انتهای آنان می‌افزایند.
همخوان‌های برگشته در الفبای آوانگاری بین‌المللی به حالات زیر نوشته می‌شوند:
| آوا | شرح                                            | مثال        | مثال            | مثال         | مثال    |
| آوا | شرح                                            | زبان        | نوشتار          | آوا          | معنا    |
| --- | ---------------------------------------------- | ----------- | --------------- | ------------ | ------- |
| ɳ   | خیشومی برگشته                                  | سوئدی       | Vänern          | [ˈvɛ:.neɳ]   | ونرن    |
| ʈ   | انسدادی برگشته بی‌واک                           | هندی        | टापू (ṭāpū)       | [ʈa:puˑ]     | جزیره   |
| ɖ   | انسدادی برگشته واک‌دار                          | سوئدی       | nord            | [nu:ɖ]       | شمال    |
| ʂ   | سایشی برگشته بی‌واک                             | ماندارین    | 上海 (Shànghǎi) | [ʂɑ̂ŋ.xàɪ]    | شانگهای |
| ʐ   | سایشی برگشته واک‌دار                            | روسی        | жаба            | [ˈʐabə]      | خوک     |
| ʐ   | سایشی برگشته واک‌دار                            | لهستانی     | żaba            | [ˈʐaba]      | قورباغه |
| ɻ   | ناسوده برگشته                                  | تامیل       | தமிழ் (Tamil)     | [t̪ɐmɨɻ]      | تامیل   |
| ɭ   | ناسوده کناری برگشته                            | سوئدی       | Karlstad        | [ˈkʰɑ:ɭ.sta] | کارلشته |
| ɽ   | زنشی برگشته                                    | هوسه        | shaara          | [ʃá:ɽa]      | رفت     |
| ɭ̆   | زنشی کناری برگشته                              | پشتو        | ړوند            | [ɭ̆und]       | نابینا  |
| ɭ̊˔  | سایشی کناری برگشته بی‌واک                       | تودا        | ن/م             | [pʏ:ɭ̊˔]      | تابستان |
| ‼   | نچ‌آوا انسدادی برگشته (بسیاری همخوان‌های متمایز) | اکوکا !کونگ | ن/م             | [ɡ‼ú]        | آب      |